# Reprobates
Reprobates è un'avventura grafica sviluppata dalla Future Games ed uscita nel 2008. In Italia è stata distribuita soltanto una versione con audio in inglese e sottotitoli in italiano. Il gioco racconta le vicende di un gruppo di persone che, dopo essere state coinvolte in incidenti mortali, si sono risvegliate su una misteriosa isola da cui sembra impossibile fuggire.

## Trama
Il protagonista è il giovane ceco (ma lui si definisce boemo) Adam Raichl, che, dopo un frontale fra il suo SUV ed un autotreno, si sveglia su un'isola disseminata di cabine metalliche e dominata da un misterioso campanile. Nelle cabine vivono persone di diverse età e nazionalità (ci saranno un'italiana disinibita, uno scozzese atletico, un americano violento, una ragazza cinese), che, come Adam, ricordano di essere state coinvolte in gravi incidenti poco prima di risvegliarsi sull'isola. La cosa sorprendente è che ognuno dei personaggi sembra provenire da un'epoca diversa. 
Gli abitanti dell'isola, poi, ogni volta che il campanile batte tre rintocchi, cadono addormentati, dovunque si trovino, e sono preda di incubi terribili e violenti. Al loro risveglio, sono nelle loro cabine, riforniti di cibo e acqua e, quasi ogni giorno, si accorgono che qualcuno di loro è sparito e che è arrivato un nuovo ospite. 
Deciso a far luce sulla faccenda, Adam, aiutato occasionalmente dai vari abitanti dell'isola (specie da una sua connazionale, che si chiama non casualmente Eva), ne esplora i segreti e gli anfratti più reconditi, fino a scoprire una verità che ha del fantascientifico.

## Modalità di gioco
Il gioco si avvale della classica interfaccia punta e clicca in terza persona: Adam si muoverà dove il giocatore lo indirizzerà con un clic del mouse, parlerà con i personaggi e potrà prendere e utilizzare oggetti di piccole dimensioni che conserverà in inventario e che potrà combinare fra loro per crearne di nuovi. Ogni tanto, bisognerà affrontare dei mini-giochi che prevedono l'uso della tastiera, ma, nella versione italiana, questi intermezzi possono essere saltati premendo il tasto spazio.

## Scenario
Il gioco si svolge per la maggior parte sull'isola, che si affaccia su un mare tropicale, è popolata da uccelli e ricca di vegetazione lussureggiante, e, pur essendo provvista di belle spiagge, ha una topografia rocciosa ed impervia e sarà spesso battuta da piogge abbondanti. 
Gli unici edifici con cui Adam avrà a che fare sull'isola saranno le cabine metalliche dei personaggi (provviste di doccia, letto, wc e comodino) e il tetro campanile. Proprio per via di questo scenario essenziale, gli oggetti di cui Adam si avvarrà quando si trova sull'isola saranno quasi esclusivamente rami e rocce variamente combinati fra loro.
Dopo i tre rintocchi del campanile, Adam cadrà in un sonno profondo, funestato da incubi. 
Questi incubi saranno giocabili, e infatti, buona parte del gioco si svolge in questi scenari onirici, più complessi e articolati, e, almeno in un caso, caratterizzati da una struttura "a missioni" arcade. 
I luoghi dove Adam sognerà di trovarsi sono, nell'ordine, un cantiere abbandonato; una strada dove è appena avvenuto un incidente; un obitorio. 
Al risveglio di Adam sull'isola, la posizione delle telecamere sarà cambiata e costringerà il giocatore a doversi orientare di nuovo. Questa scelta, criticata da alcuni siti specializzati, è stata dovuta probabilmente alla volontà di comunicare una sensazione di spaesamento. 
Altri scenari si avranno verso la fine, quando Adam, riuscito a fuggire dall'isola, approda in un'altra isola dove si trova, fra l'altro, una specie di base militare.

## Riferimenti
L'isola ricorda decisamente, sia per la sua natura di isola che per la sua struttura piramidale, il Purgatorio dantesco.